# Юхо Суніла
Йо́хан (Ю́хо) Еміль Су́ніла (фін. Johan (Juho) Emil Sunila; 16 серпня 1875, Лимінка — 2 жовтня 1936, Гельсінкі) — фінський політик, член партії Аграрний союз, прем'єр-міністр Фінляндії у двох урядах.

## Біографія
Народився 16 серпня 1875 року у Лімінка.
У 1922 році, після виходу з парламенту Фінляндії Сантері Алкіо, Суніла обіймає його місце. У 1920-х роках разом з Кюесті Калліо сформував потужний блок членів Аграрного союзу. За підтримки губернатора провінції Виборг та президента Фінляндії Лаурі Реландера увага політиків була зосереджена переважно на створенні більш ефективної аграрної системи у країні. Перший кабінет Суніла очолював з грудня 1927 по грудень 1928 року, другий з березня 1931 по грудень 1932. До того Суніла обіймав посади міністра сільського господарства у двох кабінетах Кюесті Калліо та Антті Туленхеймо. Помер 2 жовтня 1936 року в Гельсінкі.